# جايلز كوبر
جايلز كوبر (بالإنجليزية: Giles Richard Cooper) هو مروج موسيقى بريطاني، ولد في 6 أكتوبر 1968 في أمرشام ‏ في المملكة المتحدة.

## وصلات خارجية
- جايلز كوبر على موقع IMDb (الإنجليزية)